# Rua da Alfândega (Rio de Janeiro)
A Rua da Alfândega é uma rua localizada no Centro do Rio de Janeiro, no Brasil.

## História
É a mais antiga da região da Sociedade de Amigos das Adjacências da Rua da Alfândega (Saara), parte do Centro, a região histórica mais importante da cidade. Já existia no século XVII, com o nome de Caminho do Capueruçu. Originou-se de um caminho que ia da orla marítima até a Lagoa da Sentinela, que era um posto de guarda e vigilância contra ataque de indígenas que existia nas proximidades da atual Praça da República. Como outras ruas da cidade, teve diversos nomes ao longo do tempo, bem como nomes diferentes em cada trecho: Quitanda de Marisco, Mãe dos Homens, dos Ferradores, de Santa Efigênia, do Oratório da Pedra e de São Gonçalo Garcia.
Somente a partir de 1716 é que passou a ter o nome atual, devido à instalação, na praia, da repartição da Alfândega.
Ali, estabeleceram-se comerciantes ingleses chegados após o Decreto de Abertura dos Portos às Nações Amigas, em 1808. Mais tarde, no trecho além da "Rua da Vala" (atual Rua Uruguaiana), instalaram-se os sírios e os libaneses. O povo os chamava de "turcos", pois tanto a Síria quanto o Líbano estavam, na época, sob o domínio turco. Essa área, conhecida como "Saara", era tradicionalmente ocupada por imigrantes sírios e libaneses e vem assistindo, nos últimos tempos, a uma crescente substituição destes por coreanos e chineses.
Na rua encontra-se a Igreja de Nossa Senhora Mãe dos Homens, dedicada a Nossa Senhora Mãe dos Homens, que origina-se no século XVIII, e teve ligação com acontecimentos importantes da história carioca e brasileira. Quando o trecho da rua (antigo Caminho de Capurerussú) ainda era chamado de Quitanda do Marisco, nome devido à existência de um estabelecimento na esquina da atual rua da Quitanda, erigiu-se um oratório com a imagem da Mãe dos Homens, junto ao qual, à noite, e sob a luz de lâmpadas de azeite de baleia, fiéis se reuniam e invocavam as graças da santa. O crescente número de devotos levou à construção de uma pequena capela e, em 1758, é fundada uma agremiação em seu nome. Doações possibilitariam, anos depois, o início das obras do templo atual. As primeiras iniciativas datam de 1779 e os trabalhos continuariam até o século seguinte. Com estilo arquitetônico barroco, possui rico trabalho de talha, além de belas imagens e pinturas. Seu terreno originalmente estendia-se até a Avenida General Câmara, atual Avenida Presidente Vargas, e foi utilizado como cemitério durante um período.
Os fiéis formavam uma comunidade coesa e, por isto mesmo, causou grande comoção os acontecimentos que atingiram um de seus membros, a viúva Inácia Gertrudes de Almeida, durante a época da Inconfidência Mineira. Há tempos sua filha sofria um problema de saúde aparentemente insolúvel: uma ferida no pé que nunca cicatrizava, não importando o medicamento empregado. Chegou a seus ouvidos que estava no Rio de Janeiro uma pessoa que poderia curá-la deste mal. O especialista não era ninguém menos que Joaquim José da Silva Xavier, o Tiradentes, com conhecimentos em medicina bem mais amplos que a odontologia. Comprovando sua perícia, após dois meses de tratamento, a moça estava curada.
Por esta época, o vice-rei Luís de Vasconcellos havia começado sua caça aos inconfidentes e Tiradentes organizou sua fuga. Necessitando ocultar-se por três dias antes de viajar, solicitou a Inácia que o acolhesse, mas esta, por ter filha solteira em casa, não podia recebê-lo, e pediu este favor a seu compadre Domingos Fernandes da Cruz, residente à Rua dos Latoeiros (atual Rua Gonçalves Dias). Foi neste endereço que o mártir da Inconfidência foi preso, e Inácia, sua filha, Domingos e o padre Inácio Nogueira, sobrinho de Inácia, que nada sabiam, foram presos como cúmplices, amargando vários meses na cadeia, até terem a inocência comprovada. A viúva atribuiu sua libertação à intercessão da santa de sua devoção — a Mãe dos Homens. Esta antiga igreja, tombada pelo Instituto do Patrimônio Histórico e Artístico Nacional (IPHAN) é parte integrante do patrimônio histórico da cidade do Rio de Janeiro.

## Moradores ilustres
- Salvador Correia de Sá e Benevides, alcaide-mor vitalício do Rio de Janeiro[2]
- Dom José de Barros Alarcão, segundo bispo nomeado, primeiro a tomar posse, do Bispado do Rio de Janeiro[2]